# José Antonio Alvite
José Antonio Alvite (Negreira, 15 de diciembre de 1962) es un exfutbolista español que jugaba como defensa y desarrolló casi la totalidad de su carrera en el Club Deportivo Lugo, ostentando el récord de jugador con más partidos en la historia del club con 441.

## Carrera deportiva
Llegó al club lucense procedente del CD Boiro y formó parte del Lugo que jugó la Segunda División, donde Alvite disputó 29 partidos. Ejerció durante años como delegado del club.

## Clubes
| Club     | País   | Año       |
| -------- | ------ | --------- |
| CD Boiro | España | 1985      |
| CD Lugo  | España | 1986-1998 |